# Алексенко Михайло Петрович
Михайло Петрович Алексенко (24 січня 1904, Орлівка, нині Шосткинський район, Сумськаої області — 22 вересня 1975, Орлівка) — організатор сільськогосподарського виробництва. Кавалер орденів Леніна, Знак Пошани.

## Життєпис
Михайло Алексенко народився 24 січня 1904 року в селі Орлівка.
У 1920—1951 роках працював секретарем комсомольської організації, сільської ради, партійної організації, завідувачем сортувальною дільницею села Орлівка Ямпільського району Сумськаої області. Учасник Німецько-радянської війни. У 1951—1967 роках — голова колгоспу «Комуніст» Ямпільського району, директор всесоюзного науково-дослідного інституту луб'яних культур у Глухові. Після виходу на пенсію створи і очолив історико-краєзнавчий музей в селі Орлівка.
Вивів гречку сорту «Ямпільська». Під керівництвом Алексенка 1954 року електрифіковано село Орлівка. 1955 року там само розбито сад на 90 га, споруджено приміщення виробничого та культурного призначення.
Помер 22 вересня 1975 року в селі Орлівка.